# Any Nou Vietnamita
Têt Nguyên Dán és la celebració de l'Any Nou Vietnamita (en vietnamita: Tết Nguyên Đán) (en xinès: 節 元旦) literalment: "Dia del nou any". Hi ha altres festivals anomenats Têt, com el Tết Trung Thu, la Festa de la Mitja Tardor. El Têt és la celebració més important de l'any. Es tracta d'un festival de colors, una explosió de petards, els districtes competeixen en enginy per ser els millors amb els seus balls i les seves decoracions. La festivitat té lloc el dia de la primera lluna nova, a la meitat del període que separa el solstici d'hivern del equinocci de primavera, entre el 21 de gener i el 20 de febrer. Les festivitats duren des del primer dia de l'any fins al tercer, però es poden estendre molt bé durant una setmana. El drac daurat arriba per caçar als darrers esperits malvats que podrien assaltar l'indret. El Têt generalment se celebra el mateix dia que l'Any Nou Xinès, ja que Vietnam i la Xina popular tenen el mateix calendari lunisolar. El període d'observació de la lluna nova, que marca el començament de l'any, pot variar un dia segons les respectives ciutats des d'on s'observa el fenomen. No obstant això, moltes de les característiques de les festivitats són idèntiques.